# Olympische Sommerspiele 1968/Teilnehmer (Uganda)
| Gelbes Symbol für Goldmedaillen mit stilisierten Olympischen Ringen | Graues Symbol für Silbermedaillen mit stilisierten Olympischen Ringen | Braundes Symbol für Bronzemedaillen mit stilisierten Olympischen Ringen |
| ------------------------------------------------------------------- | --------------------------------------------------------------------- | ----------------------------------------------------------------------- |
| —                                                                   | 1                                                                     | 1                                                                       |

Uganda nahm an den Olympischen Sommerspielen 1968 in Mexiko-Stadt mit einer Delegation von elf Sportlern (allesamt Männer) teil.

## Medaillengewinner

### Silber
| Name             | Sportart | Wettkampf     |
| ---------------- | -------- | ------------- |
| Eridadi Mukwanga | Boxen    | Bantamgewicht |

### Bronze
| Name         | Sportart | Wettkampf      |
| ------------ | -------- | -------------- |
| Leo Rwabwogo | Boxen    | Fliegengewicht |

## Teilnehmer nach Sportarten

### Boxen
- Douglas Ogada
Halbfliegengewicht: 17. Platz

- Leo Rwabwogo
Fliegengewicht: Bronze

- Eridadi Mukwanga
Bantamgewicht: Silber

- Mohamed Muruli
Leichtgewicht: 5. Platz

- Alex Odhiambo
Halbweltergewicht: 9. Platz

- Andrew Kajjo
Weltergewicht: 17. Platz

- David Jackson
Halbmittelgewicht: 5. Platz

- Matthias Ouma
Mittelgewicht: 9. Platz

### Leichtathletik
- Amos Omolo
100 Meter: Viertelfinale
400 Meter: 8. Platz

- William Dralu
200 Meter: Vorläufe

- Mustafa Musa
5000 Meter: Vorläufe
10.000 Meter: 22. Platz
Marathon: 55. Platz